# Mod (subcultură)

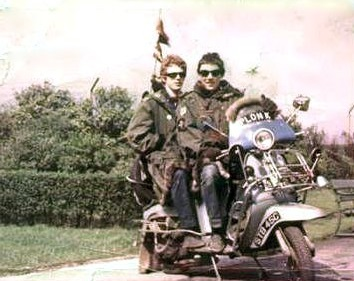
Scuterele și stilul vestimentar

## Subcultura Mod
Modul este o subcultură care a început în Londra și s-a răspândit atât în Marea Britanie, cât și în alte părți, influențând moda și trendul din alte țări. Acesta se continuă inclusiv în ziua de azi la un nivel mai scăzut. Focusată pe modă și stil, subcultura își are rădăcinile într-o grupă mică de bărbați stilați din Londra din anii 1950. Aceștia se numeau moderniști, deoarece ascultau jazz modern. Printre elementele subculturii se numără moda (după costumele personalizate), muzica (incluzând soul, ritm și blues, ska, jazz, și mai târziu despicându-se în freakbeat și scuterii de obicei Lambretta sau Vespa). La mijlocul anilor 1960, subcultura asculta grupuri power pop rock, care urmau modul, precum The Who și The Small Faces. Acesta a fost după vârful erei Modului. Imaginea originală a modului a fost asociată cu dansatul până în zori în cluburi alimentate cu amefetamină.
De la începutul până la mijlocul anilor 1960, în timp ce creștea și se răspândea modul în Marea Britanie, unele elemente ale scenariului modului s-au angajat în conflicte bine mediatizate cu membrii subculturii rivale, și anume rockerii. Conflictul dintre mod și rock l-au determinat pe sociologistul Stanley Cohen să folosească în studiul său cele două subculturi ale tinereții termenul 'panică morală', care examina acoperirea mass-media a conflictelor dintre mod și rock în anii 1960.
Prin 1965, conflictele dintre modiști și rockeri au început să se rărească și modiștii au gravitat semnificativ către arta pop și psihedelia. În acești ani, Londra a devenit sinonim cu moda, muzica și cultura pop, o perioadă des referitoare la 'Swinging London'; În acest timp, modul s-a răspândit în alte țări și a devenit popular în Statele Unite și nu numai – modul a fost mai puțin văzut ca o subcultură izolată, ci emblematic pentru cultura mai largă a tinereții din acea eră.
În timp ce modul a devenit tot mai cosmopolitan în perioada 'Swinging London', unele clase muncitoare, numite 'moduri stradale' s-au desființat, formând alte grupuri, ca de exemplu skinheads. A existat o renaștere a modului în Marea Britanie la sfârșitul anilor 70, care a încercat să reproducă imaginea perioadei 'scooter-ului' și stilurile de la începutul anilor 60. Acesta a fost urmat de o renaștere similară a modului, de această dată în America de Nord la începutul anilor 80, în mod semnificativ în California de sud, Vancouver și Toronto.  

## Etimologie și utilizare
Termenul ”mod” este derivat de la modernist, un termen care descria muzicienii și fanii jazzului modern în anii 1950. Acest mod de folosire a fost în opoziție cu termenul trad, care descria muzicienii și fanii jazzului tradițional. Romanul 'Absolute Beginners' din anul 1959 descrie moderniștii ca fani tineri a jazzului modern, care se îmbracă cu haine moderne italienești. Romanul poate fi unul dintre primele exemple scrise ale termenului, cu scopul de a descrie tinerii fani britanici ai jazzului, tineri care țineau pasul cu moda. Acest mod de utilizare al cuvântului modernist nu trebuie confundat cu modernismul în contextul literaturii, al artei, al designului și al arhitecturii. De la mijlocul spre sfârșitul anilor 60 încolo, mass media a început să folosească termenul ”mod” în sens mai larg pentru a descrie lucrurile populare sau moderne.
Paul Jobling și David Crowley au avut o discuție asupra faptului că termenul mod este greu de stabilit. Acesta este din cauza originii subculturii 'a fost predispus reinventării continue'. Ei pretindeau că din moment ce modul a fost atât de pluralist, termenul mod a fost un termen colectiv, care a cuprins multe subscene distincte.
Terry Rawlings a dezbătut faptul că modurile sunt greu de definit, din cauză că subcultura a pornit ca 'o lume misterioasă pe jumătate secretă', pe care managerul formației The Who, Peter Meaden, a rezumat ca 'o trăire curată în condiții dificile'.

## Istoria 1958-1969
George Melly a scris că modurile au fost inițial un grup mic de bărbați tineri englezi din clasa muncitoare, care au pus accentul pe haine și încălțăminte croite în stilul lor. Ei au apărut în anii 50 în timpul jazzului modern. Modiștii timpurii s-au uitat la filme de artă franceze și italienești și au citit reviste italienești pentru idei legate de modă. De obicei făceau lucru de mână și erau la semi-calificați sau la un nivel scăzut, cum ar fi funcționarul, mesagerul sau lucrătorul de birou. Conform spuselor lui Dick Hebdige, modurile au creat o parodie pentru societatea consumatorului în care trăiau.

### Începuturile anilor 1960
Prin 1963, după spusele lui Hebdige, subcultura a început să acumuleze simboluri identificatoare, care pe urmă au început să fie asociate cu scena. Printre acestea se numără scooterul, pastilele de amfetamină și muzica R&B. Hainele puteau fi deja gata făcute și aveau o mare importanță. Dick Hebdige scria că modul acoperea multe stiluri, inclusiv apariția culturii revoluționare, 'Swinging London'. El considera că acesta definea clasa muncitoare al lui Melly, tineri interesați de haine. Ei trăiau în Londra și în sudul Angliei de la începutul până la mijlocul anilor 60. Mary Anne Long a dezbătut faptul că aceste conturi de primă mână și teoriștii contemporani se referă la muncitorii evrei de clasă superioară sau mijlocie de la periferia Londrei de est sau din suburbii. Simon
Frith afirmă că această subcultură și-a avut rădăcinile în cultura cafenelei beatmic, o stereotipie, care a
afișat efectele superficiale ale generației Beat. Această subcultură le-a servit studenților de artă din scena
boemă a Londrei. Steve Parks, a cui revendicare este să fie unul dintre modiștii originali, este de acord cu
faptul că înainte ca modul să fie comercializat, a fost o extensie  a culturii beatmic: 'Provine din
modernist, trebuia să aibă de a face cu jazzul modern și cu Sartre, respectiv cu existențialismul. Sparks
susține că'. Modul a fost înțeles destul de greșit...ca o clasă muncitoare, precursori din subcultura 
skinheads, care se dădeau cu scooterul. 
Cafenelele au atras mulți tineri britanici, spre deosebire de cârciume, care au închis seara la 11. Cafenelele
au fost deschise până în zori. Ele au avut tonomate, care uneori au rezervat spațiu în aparate pentru
evidența clienților. Pe la sfârșitul anilor 50, cafenelele au fost asociate cu muzica jazz și blues, însă la 
începutul anilor 60, au început să joace mai mult muzică R&B. Frith a remarcat că în ciuda faptului că
aceste cafenele au fost inițial vizate studenților de artă,ei au început să faciliteze o combinație de tineri
din clase sociale diferite. La aceste întâlniri, pe care Faith le-a numit. 'Primul semn al mișcării
tineretului', s-au întâlnit oameni tineri, care colecționau înregistrări R&B și blues. Acestea i-au introdus
în muzica african-americană, iar tinerilor le-a plăcut din cauza crudității și autenticității acestora. 
Din cauza răspândirii subculturii modului în Londra între începutul și mijlocul anilor 60, au crescut și
tensiunile dintre subculturi, mai precis între modiști și rockeri. Rockerii erau o subcultură britanică. Ei
simpatizau rockabilly, unul dintre cele mai timpurii stiluri ale muzicii rock, rock&roll-ul timpuriu,
motocicletele și jachetele din piele. Aceștia i-au considerat pe modiști afeminați din cauza înclinației lor
spre modă. Se putea ajunge la ciocniri violente între cele două grupuri. Această perioadă a fost mai
târziu imortalizată de compozitorul Pete Townshend în albumul din 1973 a formației The Who,
Quadrophenia. 
După 1964, tensiunile dintre cele două grupuri au început să dispară, din moment ce modul a fost extins
și acceptat de o generație mai largă de tineri din Marea Britanie ca un simbol a ceva nou. În acest timp,
Londra a devenit o mecca pentru muzica rock cu formații populare, cum ar fi The Who sau The Small
Faces. Acestea le-au plăcut atât audienței largi a modului, cât și majorităii modei hip, în perioada des
comparată cu Swinging London. 

### Spre finalul anilor 60

#### Swinging London
Cum numeroase formații britanice de rock de la mijlocul anilor 60 au început să adopte și să urmeze
stilul rock, scopul original al rockului a început să se schimbe și să se focuseze pe altceva. Până în 1966,
aspectele proletare ale scenei din Londra au decăzut deoarece elementele de modă și cultură pop au tot
crescut nu doar în Londra, cât și în alte părți. 
Această perioadă, portretizată atât în filmul lui Alberto Sordi 'Thank you very much', cât și în filmul din
1966 al lui Michelangelo Antonioni 'Blowup', a fost reprezentată de arta pop, magazinele din Carnaby
Street, muzica live și discotecile. Mulți asociază această perioadă cu modelul Twiggy, fustele mini și
modelele geometrice îndrăznețe de pe hainele colorate. În acești ani, acesta a exercitat o mare influență
asupra răspândirii modului. 

#### În Statele Unite și alte părți
După transformarea modul în Anglia, acesta a devenit la modă atât în Statele Unite, cât și în jurul lumii,
fiindcă mulți tineri au adoptat acest stil. În orice caz, experiența mondială a fost diferită de cea a scenei
timpurii din Londra, care s-a bazat în cea mai mare parte pe aspectul culturii pop, influențat de
muzicienii rockului britanic. Până acum, modul a fost considerat mai mult o cultură a tineretului, decât
un subgrup separat printre diferite facțiuni controversate. 
Muzicienii americani, din cauza invaziei britanice, au adoptat hainele tipice modului, părul mai lung și cizmele Beatles. Documentarul
de exploatare, Mondo Mod oferă o privire asupra influenței modului pe Faza de apus și Hollywood-ul de
vest de la sfârșitul anilor 90. De cele mai multe ori a fost asociat cu rock-ul psihedelic și mișcările hippie
timpurii. Deja în 1967 ținutele mai exotice au fost la modă, cum ar fi jachetele Nehru și mărgelele de
dragoste. Accesoriile lor au fost reflectate la emisiuni populare americane, cum ar fi Laugh-In și The Mod
Squad. 

#### Decăderea
Dick Hebdige a dezbătut faptul că subcultura și-a pierdut vitalitatea în momentul în care a devenit
comercializată, iar hainele nu au fost făcute de creatori de top și canalele de televiziune, precum Ready
Steady Go! era mai bine să fie dezvoltate de oameni tineri, care să asorteze hainele și să combine
diferite stiluri. 
Pe măsură ce rockul psihedelic și subcultura hippie deveneau din ce în ce mai populare în Marea
Britanie, mare parte a modului a început să fie asociată cu aceste mișcări. După 1968 însă a decăzut din
cauză că ținutele denim și tie-dyed au fost favorizate. S-a observat și o decădere în interesul pentru viața 
de noapte. Formații precum The Who și Small Faces au început să se schimbe, și până la sfârșitul
deceniului s-au îndepărtat de mod. În plus, modurile originale din anii 60 au ajuns la vârsta căsătoriei și a
creșterii copiilor, fapt care însemna că mulți dintre ei nu mai aveau timp sau bani pentru activitățile din
tinerețe, precum mersul în club, cumpărăturile extinse sau achiziționarea hainelor.

## Evoluții ulterioare 1969–prezent

### Ramificații
Câteva moduri de stradă, de obicei de însemnătate mai mică, câteodată numiți și hard mods, au rămas activi până la sfârșitul anilor ’60, dar au avut tendința să devină tot mai detașați de scena Swinging London și de înfloritoarea mișcare hippie. Până în 1967, ei i-au considerat pe cei mai mulți oameni din scena Swinging London ca fiind „soft mods” sau „peacock mods” („moduri păun”), pe măsură ce stilurile, acolo, au devenit tot mai extravagante, deseori prezentând materiale foarte încrețite, de brocart sau dantelate în culori Day-Glo.
Mulți dintre hard mods au trăit în aceleași zone slab dezvoltate din punct de vedere economic din Sudul Londrei drept imigranți britanici-carabieni, deci aceste moduri au preferat un gen diferit de îmbrăcăminte, care au imitat lookul de „rude boy” („băiat obraznic”) cu pălării Trilby și pantaloni prea scurți. Acești „’albi-negri’ în devenire” au ascultat jamaicanul ska și s-au contopit cu băieți negri obraznici (black rude boys) la cluburi de noapte britanice-carabiene ca Ram Jam, A-Train și Sloopy’s. Hebdige a spus că hard mods erau atrași de cultura negrilor și muzica ska în mare parte pentru că muzica educată, intelectuală, despre droguri a mișcării hippie de clasă mijlocie nu a avut nicio relevanță pentru ei. El a susținut că mods erau atrași de ska pentru că era o muzică secretă, clandestină, necomercializată care era difuzată prin moduri informale precum petreceri și cluburi.
Până la sfârșitul anilor ’60, hard mods au devenit cunoscuți drept skinheads, care, la începuturi, ar fi
cunoscuți pentru aceeași iubire față de soul, rocksteady, și reggae-ul timpuriu. Din cauza fascinării lor
față de cultura negrilor, skinheads timpurii erau, exceptând situațiile izolate, în mare parte lipsiți de
rasismul și fascismul care mai târziu ar deveni asociate cu aripi întregi ale mișcării la mijlocul și finalul
anilor ’70.Skinheads de la începuturi au păstrat elemente de bază din stilul mod–cum ar fi tricouri Fred Perry și Ben Sherman, pantaloni Sta-Prest și blugi Levi’s–dar le-au amestecat cu accesorii pentru clasa muncitoare precum bretelele și bocanci de lucru Dr. Martens. Hebdige a afirmat că începând cu certurile Margate și Brighton dintre modiști și rockeri, câțiva modști au fost văzuți purtând bocanci și bretele și tunsori, sportive, scurte (din motive practice, părul lung era o slăbiciune în slujbele industriale și luptele de stradă).
Modurile și fostele moduri au făcut și ei parte din scena soul-ului de nord timpuriu, o subcultură bazată pe înregistrări obscure de soul american din anii ’60 și ’70. Câteva moduri au evoluat în, sau s-au amestecat cu, subculturi ca individualiști, stiliști, și scooterboys.

### Renașteri și influențe ulterioare
O renaștere a modului a început la finalul anilor ’70 în Regatul Unit, cu mii de reformatori mod
participând la raliuri cu scuter în locații precum Scarborough și Insula Wight. Această renaștere a fost
parțial inspirată de filmul Quadrophenia din 1979, care explorează mișcarea originală din anii ’60, și de
trupe influențate de mod cum ar fi The Jam, Secret Affair, The Lambrettas, Purple Hearts, The Specials, și
The Chords, care s-au bazat pe energia muzicii new wave.
Renașterea modului britanic a fost urmată de o renaștere în America de Nord la debutul anilor ’80, în
special în California de Sud, condusă de trupe ca The Untouchables. Scena mod în Los Angeles și
Comitatul Orange a fost parțial influențată de renașterea a 2 Tone, ska-ului în Anglia, și a fost unică prin
diversitatea sa rasială, cu participanți negri, albi, hispanici și asiatici. Scena Britpop a anilor ’90 a
prezentat influențe mod observabile la trupe cum ar fi Oasis, Blur, Ocean Colour Scene și The Bluetones.
Muzicienii populari ai secolului 21 Miles Kane și Jake Bugg sunt de asemenea adepți ai subculturii mod.

## Caracteristici
Dick Hebdige a susținut că atunci când încercăm să înțelegem cultura mod a anilor ’60, acea persoană trebuie să încerce și „să penetreze și să descifreze mitologia modurilor”. Terry Rawlings a susținut că scena mod s-a dezvoltat când adolescenții britanici au început să respingă „plictisitoarea, rușinoasa, demodata, și neinspirata” cultură britanică din jurul lor, cu mentalitatea ei înăbușită și obsedată de clase și „demodarea” ei. Modurile au respins muzica pop „faulty pap” a anilor ’50 și melodiile de dragoste siropoase. Ei au țintit spre a fi „mișto, îngrijiți, ageri, la modă, și deștepți” prin a îmbrățișa „toate lucrurile sexy și simplificate”, în special când ele erau noi, palpitante, controversate sau moderne. Hebdige a afirmat că subcultura mod a luat viață ca parte din dorința participanților de a înțelege „complexitatea misterioasă a metropolei” și să se apropie de cultura negrilor a rude boy-ului jamaican, pentru că modurile au simțit că, cultura negrilor „a condus orele de noapte” și că a avut mai mult „savoir faire” de cartier. Shari Benstock și Suzanne Ferriss au susținut că la „miezul rebeliunii mod britanice a fost o fetișizare țipătoare a culturii de consum americane” care „erodase atitudinea morală a Angliei.” În acest sens, modurile „au batjocorit sistemul de clase care i-a dus nicăieri pe tații lor” și au creat o „rebeliune bazată pe consumarea plăcerilor”.
Influența ziarelor britanice în a crea percepția publicului despre moduri ca având un stil de viață de mers în cluburi și plin de recreere poate fi văzută într-un articol în Sunday Times din 1964. Ziarul a intervievat un mod în vârstă de 17 ani care a ieșit în club șapte nopți pe săptămână și a petrecut după-amiezile de sâmbătă cumpărând haine și discuri. Totuși, puțini adolescenți și adulți tineri britanici ar fi avut timpul și banii ca să petreacă atât de mult timp să meargă în cluburi de noapte. Paul Jobling și David Crowley au susținut că cei mai mulți modiști tineri au lucrat între 9 și 17 la locuri de muncă semi-calificate, ceea ce a însemnat că ei aveau mult mai puțin timp de recreere și doar un venit modest de cheltuit în timpul lor
liber.

### Moda
Paul Jobling și David Crowley au denumit subcultura mod un „cult obsedat de modă și hidonist al hiper-miștoului” tineri adulți care au locuit în Londra metropolitană sau în orașele noi ale sudului. Datorită afluenței sporite a Britaniei de după război, tinerii de la începutul anilor ’60 erau una dintre primele generații care n-au trebuit să contribuie cu banii lor din slujbele de după școală la finanțele familiei. Pe măsură ce adolescenții și adulții tineri mod au început să-și folosească venitul lor disponibil ca să-și cumpere haine stilate, primele magazine de haine de tip boutique care vizează tineretul s-au deschis în Londra în districtele Carnaby Street și King’s Road. Numele străzilor au devenit simboluri ale, o revistă a declarat mai târziu, „unei frize nesfârșite a îngerilor cu fuste mini, încărcați, blonzi și slabi”. Articolele din ziare de la mijlocul anilor ’60 s-au concentrat pe obsesia modului pentru haine, deseori detaliind prețurile costumelor scumpe purtate de modiști tineri, și căutând cazurile extreme cum ar fi cel al unui mod tânăr care a afirmat că el ar „trăi fără mâncare ca să-și cumpere haine”.
Două subculturi tinere au ajutat la deschiderea unui drum pentru stilul mod prin ceva inedit: beatniks,
cu imaginea lor boemă a beretelor și maletelor negre, și Teddy Boys, de la care stilul mod și-a moștenit
„tendințele [în modă] narcisiste și pretențioase” și lookul imaculat de dandy. Teddy Boys au deschis
drumul spre a fi acceptat din punct de vedere social interesul bărbaților pentru modă, pentru că înainte
de Teddy Boys, interesul pentru modă al bărbaților în Britania era cel mai mult asociat cu stilul
vestimentar bombastic al subculturii clandestine a homosexualilor.
Jobling și Crowley au susținut că pentru modurile din clasa muncitoare, atenția subculturii acordată modei și
muzicii era o eliberare de la „monotona viață cotidiană” de la locurile lor de
muncă. Jobling și Crowley au precizat că în timp ce subcultura avea elemente puternice de consum și cumpărături, modurile nu erau consumatori pasivi; în schimb ei erau foarte complexați și critici, personalizând „stiluri, simboluri și obiecte existente” precum drapelul Uniunii și medalionul Forțelor Aeriene Regale, și punându-le pe jachetele lor în stil de pop art, și punându-și semnăturile personale pe stilul lor. Modurile au adoptat noi stiluri italiene și franțuzești în principal ca o reacție la rockerii din zona rurală și oreșe mici, cu stilul lor din anii ’50 de haine de piele pentru motocicliști și lookul de greaser american.
Modurile masculine au adoptat un aspect fin, sofisticat, care include costume personalizate, cu rever îngust (uneori din mohair), cravate subțiri, cămăși cu guler nasturat, jerseuri din lână sau cașmir (crewneck sau gât V), cizme Chelsea sau cizme Beatles, cizme Clarks desert, pantofi de bowling și coafuri care imitau aspectul actorilor din filmul ~Noul val francez~.Câteva moduri masculine s-au opus normelor de gen prin utilizarea fardului, a creionului de ochi sau chiar a rujului.  Modurile au ales scuterele în locul motocicletelor, în parte pentru că erau un simbol al stilului italian și pentru că panourile caroseriei lor ascundeau părțile în mișcare și le făceau mai puțin susceptibile de a păta hainele cu ulei sau praf. Multe moduri purtau haine ex-militare în timp ce conduceau scutere pentru a-și păstra hainele curate.
Multe moduri feminine s-au îmbrăcat androgin, cu tunsori scurte, pantaloni sau cămăși pentru bărbați, pantofi plați și puțin machiaj - adesea doar fond de ten pal, fard de ochi maro, ruj alb sau pal și gene false. Fustele mini au devenit din ce în ce mai scurte între începutul și mijlocul anilor 1960. Pe măsură ce moda mod feminină a devenit mai populară, modele subțiri precum Jean Shrimpton și Twiggy au început să exemplifice aspectul mod. Au apărut designeri de modă Maverick, cum ar fi Mary Quant, care era cunoscută pentru desenele sale de fustă mini, și John Stephen, care a vândut o linie numită „Hainele sale” și ai cărei clienți includeau trupe precum Small Faces. Programul de televiziune Ready Steady Go! a contribuit la răspândirea conștientizării modelor modului către un public mai mare. Mod-culture continuă să influențeze moda, cu tendința continuă pentru stiluri inspirate de moduri, cum ar fi costume cu 3 nasturi, cizme Chelsea și rochii mini. Revigorarea modurilor din anii 1980 și 1990 a condus la o nouă eră a modei inspirate de moduri, condusă de formații precum Madness, The Specials și Oasis. Popularitatea filmelor și a seriilor TV This Is England a păstrat, de asemenea, moda mod în ochii publicului. Pictogramele mod de astăzi îi includ pe Miles Kane (frontmanul The Last Shadow Puppets), ciclistul Bradley Wiggins și Paul Weller, „The ModFather”.

### Muzică
Modurile timpurii ascultau „jazz-ul sofisticat și mai modern” al unor muzicieni precum Miles Davis, Charlie Parker, Dave Brubeck și Modern Jazz Quartet, precum și ritmul și blues-ul american (R&B) al unor artiști precum Bo Diddley și Muddy Waters. Scena muzicală a modurilor a fost un amestec de jazz modern, R&B, rock psihedelic și soul. Terry Rawlings a scris că modurile au devenit „dedicate R&B și propriilor lor dansuri”. Militarii negri americani, au staționat în Britania în timpul primei părți a Răboiului Rece, au adus cu ei înregistrări de R&B și soul care nu erau valabile în Britania, și le-au vândut deseori tinerilor din Londra.  Începând cu perioada din jurul anului 1960, modurile au îmbrățișat muzica ska jamaicană off-beat a unor artiști precum Skatalites, Owen Gray, Derrick Morgan și Prince Buster pe case de discuri precum Melodisc, Starlite și Bluebeat. 
Modurile originale s-au adunat la cluburi de noapte, cum ar fi The Flamingo și The Marquee din Londra, pentru a asculta ultimele înregistrări și a-și arăta mișcările de dans. Pe măsură ce subcultura mod s-a răspândit în Marea Britanie, alte cluburi au devenit populare, inclusiv Twisted Wheel Club din Manchester. 
Formațiile britanice de R & B / rock The Rolling Stones, The Yardbirds și The Kinks au avut toate urmări mod și au apărut alte formații care au fost orientate în mod specific.  Acestea includeau  The Who, Small Faces, The Creation, The Action, The Smoke și John's Children. Primele materiale promoționale ale lui Who i-au etichetat ca jucând „ritm și blues maxim”, iar o schimbare de nume în 1964 de la The Who la The High Numbers a fost o încercare de a satisface și mai mult piața modurilor. După eșecul comercial al single-ului "Zoot Suit / I'm the Face", trupa și-a schimbat numele în The Who. Deși The Beatles s-au îmbrăcat ca moduri pentru o vreme (după ce s-au îmbrăcat ca rockerii mai devreme), muzica lor beat nu a fost la fel de populară ca R&B britanic printre moduri.
Sfârșitul anilor 1970 a cunoscut o renaștere explozivă a modului în Anglia datorită popularității trupei de moduri new wave The Jam și succesului filmului 'Quadrophenia' în 1979. The Jam a fost în fața lui Paul Weller, care a devenit cunoscut sub numele de „The Modfather”. Alte trupe de revigorare a modurilor care au apărut în acest moment au fost Secret Affair, The Merton Parkas și The Lambrettas.

### Amfetaminele
O parte notabilă a subculturii modului a fost utilizarea amfetaminelor recreative, care a fost utilizată pentru a alimenta dansurile pe tot parcursul nopții la cluburi. Rapoartele din ziare au descris dansatori ieșind din cluburi la ora 5 dimineața cu pupilele dilatate.Unele moduri au consumat o amfetamină / barbituric combinat numit Drinamyl, poreclit „inimile mov”.  Datorită acestei asocieri cu amfetamine, aforismul „vieții curate” al lui Pete Meaden despre subcultura mod poate părea contradictoriu, dar drogul era încă legal în Marea Britanie la începutul anilor 1960, iar modurile foloseau medicamentul pentru stimulare și vigilență, pe care le considerau diferite de intoxicația cauzată de alcool și alte droguri.  Andrew Wilson a susținut că, pentru o minoritate semnificativă, „amfetaminele simbolizau imaginea inteligentă, pe minge, rece” și că au căutat „stimularea nu intoxicația ... o mai mare conștientizare, nu o evadare” și „încredere și articulație”, mai degrabă decât „nebunie beată a generațiilor anterioare” 
Wilson a susținut că semnificația amfetaminelor pentru cultura mod este similară cu cea a LSD și a canabisului în contracultura hippie ulterioară. Dick Hebdige a susținut că modurile foloseau amfetamine pentru a-și extinde timpul liber până la primele ore ale dimineții și ca o modalitate de a reduce distanța dintre viața lor de muncă de zi cu zi ostilă și descurajantă și „lumea interioară” a dansului.

### Scuterele
Multe moduri au condus scutere cu motor, de obicei Vespa sau Lambretta.  Scuterele erau o formă practică și accesibilă de transport pentru adolescenții din anii 1960, deoarece până la începutul anilor 1970, transportul public se oprea relativ devreme noaptea. Pentru adolescenții cu locuri de muncă cu plată slabă, scuterele erau mai ieftine și mai ușor de parcat decât mașinile și puteau fi cumpărate prin intermediul unor planuri de achiziție de închiriere nou disponibile. Modurile au tratat, de asemenea, scuterele ca pe un accesoriu de modă. Scuterele italiene au fost preferate datorită formelor curbate, curbate și cromului strălucitor, vânzările fiind determinate de asociații strânse între reprezentanți și cluburi, cum ar fi Ace of Herts. Pentru modele tinere, scuterele italiene au fost „întruchiparea stilului continental și o modalitate de a scăpa de casele de rând ale clasei muncitoare ale creșterii lor”. Modurile și-au personalizat scuterele pictându-le în „două tonuri și fulgi de bomboane și le-au accesorizat în exces cu suporturi pentru bagaje, bare de protecție și o mulțime de oglinzi și lumini de ceață”. Unele moduri au adăugat patru, zece sau chiar 30 de oglinzi la scuterele lor. De multe ori își pun numele pe parbrizul mic. Uneori își duceau panourile laterale ale motorului și barele de protecție frontale la magazinele de galvanizare pentru a le acoperi cu crom foarte reflectorizant. Modurile dificile (care au evoluat mai târziu în skinheads) au început să călărească scuterele mai mult din motive practice. Scuterele lor erau fie nemodificate, fie tăiate, ceea ce a fost poreclit „skelly”.  Lambrettele au fost tăiate la rama goală, iar Vespas-ul de design monococ (monococ) avea panourile corpului reduse sau remodelate. După bătăliile stațiunii de pe litoral, mass-media au început să asocieze scuterele italiene cu moduri violente. Mult mai târziu, scriitorii au descris grupuri de moduri care călăreau scuterele împreună ca un „simbol amenințător al solidarității de grup” care a fost „transformat într-o armă”. Prin evenimente precum cel din 6 noiembrie 1966, „încărcarea scuterului” de la Palatul Buckingham, scuterul, împreună cu părul scurt și costumele modurilor, a început să fie văzut ca un simbol al subversiunii.

### Roluri de gen
Stuart Hall și Tony Jefferson au susținut în 1993 că, în comparație cu alte subculturi de tineri, scena mod a dat femeilor tinere o vizibilitate ridicată și o autonomie relativă.  Ei au scris că acest statut ar fi putut fi legat atât de atitudinile tinerilor moderni, care au acceptat ideea că o tânără femeie nu trebuie să fie atașată de un bărbat, cât și de dezvoltarea de noi ocupații pentru tinerele femei, ceea ce a dat le-a făcut un venit și i-a făcut mai independenți. Hall și Jefferson au remarcat numărul tot mai mare de locuri de muncă în buticuri și magazine de îmbrăcăminte pentru femei, care, deși sunt prost plătite și nu au oportunități de avansare, le-au oferit tinerelor venituri disponibile, statut și un sentiment plin de farmec și de a merge în oraș la muncă. 
Hall și Jefferson au susținut că imaginea prezentabilă a modelor feminine de moduri înseamnă că era mai ușor pentru femeile tinere mod să se integreze cu aspectele non-subculturale ale vieții lor (acasă, școală și serviciu) decât pentru membrii altor subculturi.  Accentul pus pe îmbrăcăminte și un aspect stilizat pentru femei au demonstrat „aceeași oboseală pentru detalii în haine” ca și omologii lor masculini. 
Shari Benstock și Suzanne Ferriss au susținut că accentul din subcultura modului pe consumism și cumpărături a fost „afrontul final față de tradițiile clasei muncitoare masculine” din Regatul Unit, deoarece în tradiția muncitorească, cumpărăturile erau de obicei făcute de femei. Ei susțineau că modurile britanice „venerau timpul liber și banii ... disprețuind lumea masculină a muncii grele și a muncii oneste” petrecându-și timpul ascultând muzică, colectând înregistrări, socializând și dansând în cluburile de noapte.

### Conflictele cu rockerii
La începutul anilor 1960, Marea Britanie, cele două subculturi principale ale tinerilor erau mods și rockeri. Modurile au fost descrise în 2012 ca „efeminate, blocate, emulând clasele de mijloc, aspirând la o sofisticare competitivă, snobă, [și] falsă”, și rockeri ca „naiv fără speranță, loutish, [și] scruffy”, emulând motocicleta membrii bandelor din filmul The Wild One, purtând jachete din piele și călărie cu motociclete. Dick Hebdige a susținut în 2006 că „modurile au respins concepția brută a rockerului despre masculinitate, transparența motivațiilor sale, stângăcie”; rockerii priveau vanitatea și obsesia cu hainele modurilor ca imasculine. 
Savanții dezbat cât de mult au avut contact cele două subculturi în anii 1960. Hebdige a susținut că modurile și rockerii au avut puțin contact unul cu celălalt, deoarece tindeau să provină din diferite regiuni ale Angliei (moduri din Londra și rockeri din zonele rurale) și pentru că aveau „obiective și stiluri de viață total disparate”.  Totuși, Mark Gilman a susținut că atât modurile, cât și rockerii ar putea fi văzuți la meciurile de fotbal.
John Covach a scris că în Regatul Unit, rockerii erau adesea implicați în lupte cu moduri. Poveștile BBC News din mai 1964 au afirmat că modurile și rockerii au fost închiși după revolte în orașele stațiunii de pe litoralul de pe coasta de sud și est a Angliei, cum ar fi Margate, Brighton, Bournemouth și Clacton. Conflictul „mods și rockeri” a fost explorat ca un exemplu de „panică morală” de sociologul Stanley Cohen în studiul său Folk Devils and Moral Panics, care a examinat acoperirea mediatică a revoltelor mod și rocker din anii 1960.  Deși Cohen a recunoscut că modurile și rockerii s-au confruntat cu unele lupte la mijlocul anilor 1960, el a susținut că nu erau diferiți de bătăile de seară care au avut loc între tinerii non-mod și non-rocker pe parcursul anilor 1950 și începutul anilor 1960, atât în stațiunile de pe litoral după meciurile de fotbal. 
Ziarele vremii erau dornice să descrie ciocnirile mod și rocker ca fiind de „proporții dezastruoase” și au etichetat modurile și rockerii drept „Caesars de rumeguș”, „parazit” și „bravuri”.  Editorialele din ziare au aprins flăcările isteriei, cum ar fi un editorial al Birmingham Post din mai 1964, care a avertizat că modurile și rockerii erau „dușmani interni” în Regatul Unit, care „vor duce la dezintegrarea caracterului unei națiuni”. Revista Police Review a susținut că pretinsa lipsă de respect a legii și ordinii de către mods și rockeri ar putea provoca violența „să crească și să se aprindă ca un incendiu de pădure”. Ca urmare a acestei acoperiri mediatice, doi deputați britanici au călătorit în zonele de pe litoral pentru a analiza daunele, iar deputatul Harold Gurden a solicitat o rezoluție pentru măsuri intensificate de control al huliganismului tinerilor. Unul dintre procurori în procesul unor bătăi de la Clacton a susținut că modurile și rockerii erau tineri fără păreri serioase, cărora le lipsea respectul legii și ordinii.